# 岳昕
岳昕（がく きん、ユエ・シン、簡体字: 岳昕、英語: Yue Xin、1995年/1996年 - ）は中華人民共和国の学生運動家で、北京大学の卒業生。佳士事件の抗議運動に参加中、2018年8月23日に失踪した。マルクス主義者でありフェミニストである彼女は、労働運動や女性の権利運動への支持で知られていた。
2018年春、#MeToo に触発され、北京大学の性暴力隠蔽疑惑に対する抗議運動を主導した。同年、彼女は深圳の佳士科技工場におけるストライキに加わり佳士工人声援団の主要メンバーになったが、その後すぐ消息を絶った。彼女が最後に公の場に現れたのは、2019年1月に自らの罪状を認め政治運動を自己批判する様子の動画が広東省警察当局によって作成されたときである。
BBCニュースは彼女を2018年の最も影響力の大きい中国人左翼活動家の一人と評した。

## 来歴

### 生い立ち
北京に生まれる。中国人民大学附属中学で中等教育を受けた。中高生時代に刘瑜（政治学者）の著書『民主的细节』を読んだことで政治に関心を持ち、その頃は自由主義者だったという。高級中学に進学してからは労働者や農民の生活水準に関心を寄せるようになった。また、2013年の南方週末社説差し替え事件を目撃したことが後に人権活動家となるきっかけだったと振り返っている。
2014年、北京大学外国語学院に入学。2016年秋に交換留学生としてインドネシアを訪れた際、たとえ立憲民主主義が実現していても社会の矛盾と搾取は解決されないという観察に至り、その経験が彼女の政治的志向の「左旋回」を促した。
2018年に学部を卒業。ミズーリ大学ジャーナリズム・スクールへの進学予定があったがこれを中止し、ついで非営利報道機関に就職するかと思われたが、7月から広東省で工場労働者として働く道を選んだ。友人らによると、「労働者と共にあらなければならない」という思いからだったという。

### 北京大学性暴力隠蔽疑惑

北京大学に貼り出された、岳昕への連帯を呼びかける匿名文書。

1998年に北京大学の女子学生が自殺した件で、当時同大学で教職にあった沈陽教授に性暴力の疑惑があった。これに関して当該学生の同級生が2018年に告発文書を公開したことで、MeToo 運動の文脈の中で事件が再度注目を浴びていた。
岳昕は同年4月に北京大学に対して事件の詳細を開示するよう請求したが、大学は文書不存在とした上で岳昕と彼女の母親に圧力をかけ、問題への関与をやめさせようとしたという。岳昕は4月23日にその経緯と大学への要求を公開書簡としてインターネット上に公開し、大学内外で話題となった。

### 佳士労働争議
2018年7月、溶接機等を生産する佳士科技公司の深圳工場において、労働環境改善のための組合設立を工場側が強権的に妨害したことをきっかけとし、労働争議が熾烈化。同月末、警察がデモ行進の参加者30名を未決拘禁に置くと、8月までに多数の左派知識人や有名大学の学生らが連帯を表明するほか、香港でもデモが展開される事態となった。
岳昕は7月29日、「北大生による『深圳7-27維権労働者逮捕事件』連帯メッセージ」を起草し、拘禁下にある労働者らの即時釈放を求めた。その後現地へ赴いて佳士工人声援団の中心メンバーとなり、8月10日、沈夢雨らとともに深圳市坪山区検察院にオープンレターを提出。8月13日、全国の大学から集まった学生らと会合し、少なくとも30人から40人が集まったと述べた。しかし、最重要人物であった沈夢雨が11日に失踪する中、岳昕も同月下旬に入って学生の保護者らが公安部から圧力を受けているらしいこと、自身の WeChat アカウントがすでに停止されたことなどを海外メディアに語った。

### 失踪とその後
8月24日午前5時、重装備の警察が抗議運動の根拠地に侵入し、参加者50人余を拘束して運動を鎮圧した。岳昕もこれに巻き込まれ消息不明となった。
2019年1月21日、声援団は公式サイト上で、岳昕を含む主要メンバー4人が広東省警察に自白を強要され、「過激派集団の洗脳を受けていた」「違法行為を行った」などと認める様子を当局に録画されたと述べた。岳昕はさらに動画中で MeToo の際の自身の運動についても過ちを認めた。このような自白動画は中国当局の常套手段であり、公共放送に使用される他、拘束下の市民に視聴させて牽制することにも使われる。

## 失踪事件への反応
哲学者スラヴォイ・ジジェクはインデペンデント紙上で、岳昕の失踪に関し、政府の公式イデオロギーであるはずのマルクス主義が危険な政治的反逆ともみなされる現代中国社会の矛盾を指摘した。

言語学者ノーム・チョムスキーや政治哲学者ジョン・ローマーを含む少なくとも30名の学者が中国で開催されるマルクス主義学会をボイコットする意志を示した。チョムスキーはファイナンシャル・タイムズに宛てて次のように書いた。
公式に中国政府の支持を受けて開催されるマルクス主義関連の催事に今後も参加し続けることは、私たちが中国政府のゲームに加担することを意味する。世界中の左派学識者がそれらの会議や催事への参加をボイコットすべきだ。